# سارة جين بينز
سارة جين بينز (بالإنجليزية: Sarah Baines)‏ (ولدت في 30 نوفمبر عام 1866 وتوفيت في 20 فبراير عام 1951). كانت نسوية أسترالية من أصل بريطاني، ومصلحة اجتماعية ومنادية بمنح المرأة حق الاقتراع. كانت الناشطة الأولى التي حوكمت من قبل هيئة المحلفين، وإحدى أولى المضربات عن الطعام. عُرفت باسم «جيني بينز» في حركة المناداة بمنح المرأة حق الاقتراع.

## النشأة
ولدت سارة جين بينز في برمنغهام، إنجلترا، عام 1866، لسارة آن (اسمها عند الولادة: هانت) وجيمس إدوارد هانت، الذي عمل صانع أسلحة.
بدأت العمل في مصنع جوزيف شامبرلين للذخائر في سن الحادية عشرة.
في سن الرابعة عشرة، انضمت سارة إلى والديها للعمل مع جيش الخلاص. بعد حصولها على رتبة ملازم في العشرين من عمرها، أٌرسلت للعمل مبشرةً ضمن بعثة رجال عاملين مستقلة في بولتون. بدورها هذا، دُعيت للعمل مبشرة في محكمة شرطية ترعى النساء اللواتي قبض عليهن.
في 26 سبتمبر عام 1888 في بولتون، تزوجت من جورج باينز، صانع نعال وأحذية، أنجب الزوجان خمسة أطفال بين عامي 1888 و1899، عاش ثلاثة منهم بعد سن الطفولة.
بين الأمومة والعمل على آلة الخياطة، كان الوقت المتاح للأنشطة العامة ضئيلًا. رغم ذلك، لم تتردد بينز قطّ في التزامها، كان أصغر أبنائها على قيد الحياة يبلغ من العمر ست سنوات عندما سجنت للمرة الثالثة. دعتها آني كيني بـ «واحدة من أحن النساء اللواتي يمكن أن تلتقي بهن، ثورية منذ الولادة». انضمت بينز أيضًا إلى حزب العمل المستقل، ولجنة إطعام الأطفال في المدارس ولجنة العاطلين عن العمل.

## نشاطها في حركة منح النساء حق الاقتراع
في شهر أكتوبر من العام 1905، قرأت بينز عن اعتقال المناضلات من أجل حق النساء في الاقتراع آني كيني وكريستابل بانخورست بتهمة الاعتداء، الأمر الذي دفعها للانضمام إلى الاتحاد الاجتماعي والسياسي للمرأة. مبدأيًا، كان ذلك على أساس طوعي، إلا أنه في فبراير من العام 1908، أصبحت بينز مًنسقة بأجر 2 جنيه إسترليني في الأسبوع، إذ نظمت مسيرات مفتوحة، مُعطلةً الاجتماعات ومؤسسة لأفرع جديدة للاتحاد في كل من إنكلترا الشمالية والوسطى.
في وقت لاحق من العام نفسه، في نوفمبر عام 1908، كان على بينز المثول في مدرج ليدز بتهمة التجمع غير القانوني، وهي أوّل عضو على الإطلاق في الاتحاد الاجتماعي والسياسي للمرأة يُحاكم أمام هيئة محلفين. رافضةً الالتزام بعدم تكرار فعلتها، حُكم عليها بالسجن لستة أسابيع في سجن أرملي غول، ليدز، لأنها «لم تعترف بقوانين هذه المحكمة التي يديرها الرجال».
كانت بينز واحدة من أوائل دعاة الأساليب النضالية، سجنت خمس عشرة مرة لمشاركتها في الاحتجاجات. في شهر يوليو من العام 1909، سُجنت بينز برفقة اثني عشر آخرين من بينهم ماري لاي ولوسي بيرنز وأليس بول وإميلي دافيسون ومابل كابر، وآخرى على كرسي متحرك (على الأرجح ماي بيلينجورست) بتهمة العرقلة، لمحاولتهم وقف اجتماع لويد جورج بشأن الموازنة العامة في ليمهاوس. شهدت آني بارنز المظاهرات التي حمستها للانضمام لاتحاد شرق لندن، متأثرة بسيلفيا بانخورست. في الطريق إلى سجن هولواي، صرخت النساء المعتقلات وغنين في احتجاجات مطالبين بأن يُعاملن في «المقام الأول» بملابسهن كسجينات «سياسيات» لا كمجرمات، لم تمنح النساء ذلك وحطّمن 150 لوحًا زجاجيًا في السجن ورفضن إعطاء أسمائهن، اضطر ضباط السجن إلى استخدام «ما يلزم من القوة» لجعل النساء يرتدين لباس السجن. في ليفربول عام 1910، ألقت بينز خطابات برفقة آدا فلاتمان وباتريشيا وودلوك، عندما قاطعتها كونستانس ليتون متنكرة بـ «جين وارتون»، خياطة تطلب من «رجال ونساء ليفربول أن يكونوا أول من يمسح بقعة (الطعام الذي تناولوه بالقوة)» وتبعهم حشد إلى منزل حاكم السجن دون ديلون، تلاحقهم الشرطة.